# Treasure Island Hotel and Casino
Treasure Island Hotel and Casino är både ett kasino och ett hotell som ligger utmed gatan The Strip i Paradise, Nevada i USA. Den ägs av Phil Ruffin via sitt holdingbolag Ruffin Holdings, Inc. Hotellet har totalt 2 884 hotellrum.
1993 invigdes kasinot av kasinooperatören Mirage Resorts under ledning av Steve Wynn, hela byggprojektet kostade $430-450 miljoner att slutföra. Det var dock tänkt att kasinot skulle först bara bli en utbyggnad av grannkasinot The Mirage men det slutade med att man bestämde sig att uppföra ett helt nytt kasino och hotell. Namnet blev Treasure Island och kasinots tema blev sjöröveri och Västindien eftersom man ville locka till sig fler barnfamiljer. Det varade dock bara till 2003 när man bytte inriktning och där målgruppen blev istället vuxna på grund av ökad efterfrågan på kasinona i allmänhet om vuxen underhållning och ökad konkurrens från strippklubbarna på The Strip. Den 15 december 2008 meddelade MGM Mirage att kasinot skulle säljas till kasinoveteranen Phil Ruffin för $775 miljoner, affären slutfördes den 20 mars 2009. 